# Barrio Alta Córdoba
Alta Córdoba es un barrio de la ciudad de Córdoba, Argentina. Está ubicado en la zona conocida como pericéntrica (que rodea el centro), al norte del Río Suquía. Con una población de 34 575 habitantes era, según el censo de 2010,  el segundo barrio más populoso de la ciudad después de Nueva Córdoba. Es además el tercero en superficie, luego de Los Boulevares y Argüello.
Sus límites oficiales son al Norte con la continuidad de calles: Mendiolaza, Chajan, Mariano Garrido y Pasaje Cires; al Sur con calles: Juan Bautista Bustos, hasta Tucumán, y continúa por Boulevard Los Andes; al Oeste con Bv. Los Andes (paralelo a la traza vial de FFCC Belgrano); y al Este con la Avenida Juan B Justo.
Entre los sitios destacados del barrio están la estación del Ferrocarril General Belgrano, el club Instituto y el club Municipalidad, la plaza Rivadavia, el Parque Las Heras-Elisa, el Hospital Infantil, el Centro Cultural Alta Córdoba y la Iglesia Corazón de María.

## Historia
Sector conocido antiguamente como Altos de Petaqueras, el barrio es uno de los llamados barrios tradicionales de Córdoba, que ya existen desde fines del siglo XIX. Luego de haberse construido un acceso a la margen norte del Río Suquía en 1881, Rodríguez del Busto junto a Ramón Cárcano y Marcos Juárez organizaron el loteo a fines de la década. Se convirtió rápidamente en un barrio de moda para la clase alta, y fue favorecido por el paso del Ferrocarril General Belgrano cuya estación central, creada en 1890, se encuentra en el barrio.
El 6 de noviembre de 2014, el barrio se vio conmocionado por una explosión de grandes proporciones ocurrida en un depósito químico ubicado al norte del distrito.

## Población
En 2001 poseía 34.828 habitantes, el 2,23 %  extranjeros. Entre 1991 y 2001, el barrio perdió 4.573 habitantes, ya que en 1991 había sumado 39.401. Entre 2010 y 2001 perdió 253 habitantes, ya que al 2010 tenía 34.575 habitantes

## Arquitectura
En la arquitectura del barrio se mezclan antiguas construcciones del siglo XIX y de principios del siglo XX con edificaciones modernas. Existen muchos edificios en altura, sobre todo en los alrededores de la plaza.

## Cultura y deportes
Alta Córdoba es uno de los polos de la vida cultural, gastronómica y nocturna de la ciudad, aunque este desarrollo es relativamente reciente. Existen varios teatros, centros culturales y bares artísticos. El Centro Cultural Alta Córdoba, uno de los centros culturales municipales de la ciudad, funciona en el ex mercado de Alta Córdoba, y fue donado por la familia Firpo en 1925.
En 1918, trabajadores ferroviarios fundaron el club deportivo Instituto Atlético Central Córdoba,  en el cual se practican una gran variedad de deportes. Su equipo de fútbol es uno de los más exitosos de la ciudad y jugó muchos años y juega actualmente en la Primera División del fútbol argentino. El estadio del club, el Estadio Juan Domingo Perón, construido en 1950, se encuentra en el barrio.

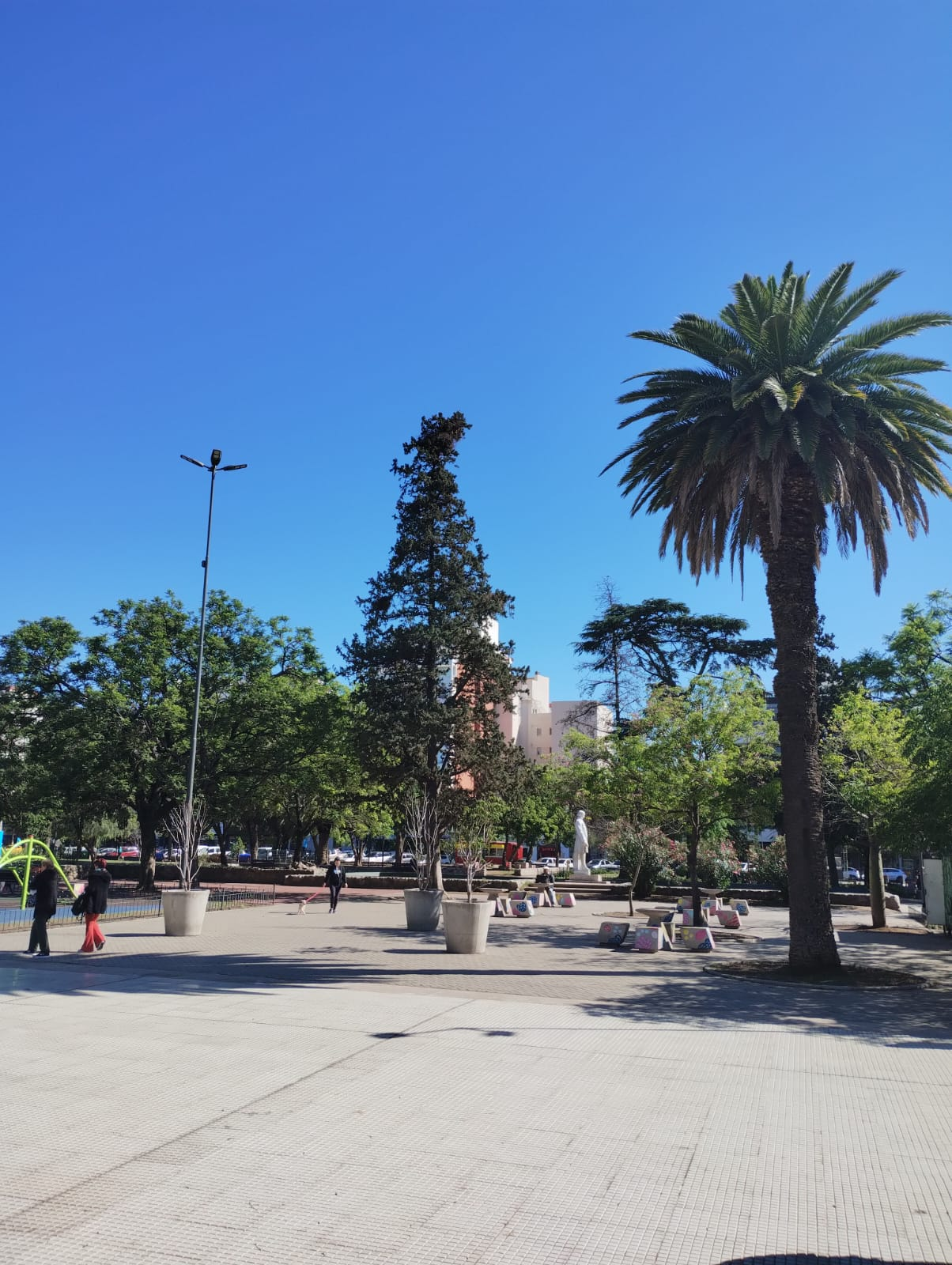
Espacio vecinal de la Plaza de Alta Córdoba

En el barrio también se encuentra el Club Municipalidad, de la Municipalidad de Córdoba, de donde surgieron deportistas como Facundo Campazzo y numerosos futbolistas de Los Murciélagos y Las Murciélagas.
En el barrio de Alta Córdoba se encuentra una conocida plaza llamada oficialmente "Rivadavia", sin embargo, es más conocida como "Plaza Alta Córdoba" entre los vecinos. Situada entre las calles Sarachaga, Justo José de Urquiza, Mariano Fragueiro y José Baigorri. Allí se reúnen jóvenes a comer o a tomar mate. Cuenta con juegos para los niños. Normalmente los sábados y domingos cuentan con más actividades, a veces concurren artistas callejeros, se realizan ferias artesanales o hasta se habilitan actividades para niños. El lugar forma parte del recorrido cultural del barrio, siendo uno de los principales lugares de recreación y de interacción.

## Problemas sociales
En la zona norte de Alta Córdoba existen varias villas miseria o villas de emergencia. Estas se formaron principalmente en terrenos aledaños al ferrocarril. Las más grandes son la Villa El Nailon en el noroeste del barrio y la Villa Los Galpones en la parte central, cercana a la estación Belgrano.

## Industrias
Dioxitek S.A., productora de dióxido de uranio y fuentes selladas de cobalto 60, tiene su planta fabril en este barrio, desde 1982, donde trabajan unos 85 personas. En 2012 subscribió con la Municipalidad de la ciudad un convenio a los fines de su relocalización, por encontrarse situada en una zona residencial, incompatible con un uso industrial del suelo. Si se concretase este traslado, persistiría el problema de los desechos acumulados, estimados en unas 56.000 toneladas de colas de mineral de uranio.

## Transporte
La Estación de ferrocarril Alta Córdoba, conocida también como Estación Belgrano, desde 2009 es la estación terminal del Tren de las Sierras y del recorrido experimental del Ferrourbano de Córdoba. Además, varias líneas de los corredores Azul, Rojo y de ambos anillos de circunvalación, además de la Línea A del trolebús, pasan por el barrio. Además la empresa de logística y transporte de encomiendas Alta Cba Encomiendas brinda su servicio desde la década del 90´.